# Шанти (жанр песен)

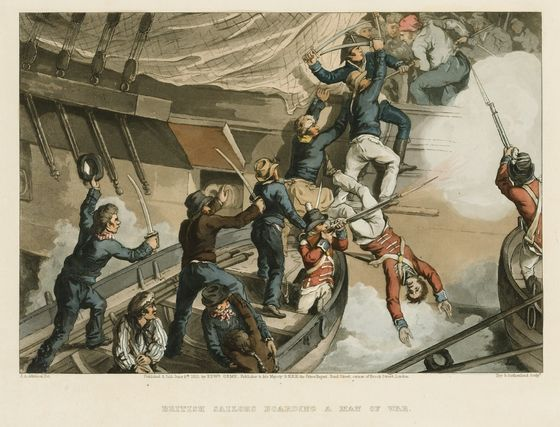
Британские моряки Cutting_out_of_the_Hermione

Шанти (англ. sea shanty, также chantey, от фр. chanter — «петь») — поджанр английской музыки, песни, которые пели моряки английского флота. Были распространены до XX века, в настоящее время сохраняются собирателями и любителями фольклорной музыки.

## Характеристика
Во времена парусного судоходства шанти имели практическую ценность, их ритм помогал морякам синхронизировать темп своей совместной работы на галеасах. Также они несли психологическую пользу, расслабляли и разгоняли скуку монотонной работы. Посредством шанти команда также могла иносказательно высказать своё мнение о ситуации, не дав повода к наказанию от начальства.
Большинство шанти построено по принципу народных песен в виде «вопроса-ответа», один человек-запевала («шантимен») поёт строку, а хор моряков подхватывает (например, как в песне Boney):

Шантимен: Бони был воином,

Хор: Тпру! эй, ты!

Шантимен: Воякой и солдатом,

Хор: Жан-Франсуа!
Оригинальный текст (англ.)Шантимен: Boney was a warrior,

Хор: Way, hey, ya!

Шантимен: A warrior and a terrier,

Хор: Jean-François!

На строку припева обычно приходился рывок или толчок (гребок веслом).
С музыкальной точки зрения, судя по всему, шанти питались из множества источников. Например, знаменитая «Испанские леди» — типичная испанская гальярда (которые были популярны около 1600 года), а песни наподобие Fire Maringo похожи на западно-африканские рабочие песни; другие мелодии адаптируют обычные народные песни, а с XIX века — польки и вальсы. С точки зрения содержательной части стихи шанти, подобно блюзам, демонстрируют последовательность набора строк без какой-то явной, сквозной темы. John Brown’s Body — адаптированная военная песня.
«Пятнадцать человек на сундук мертвеца» — пример знаменитой вымышленной песни шанти.

## Категории

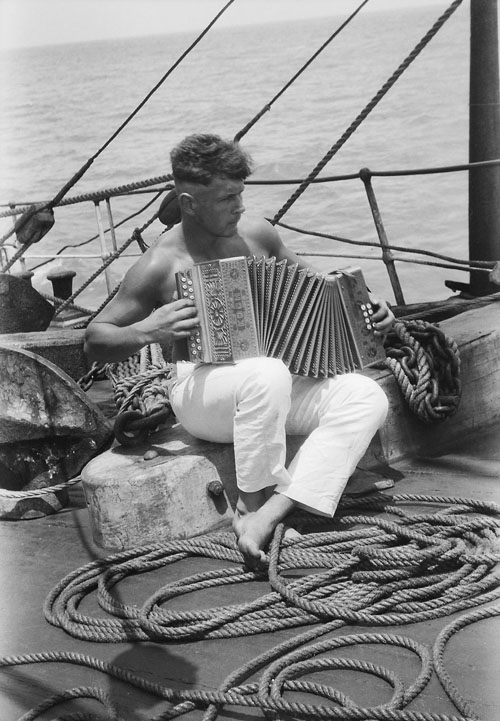
Моряк с аккордеоном. Ок. 1932—1933

Поскольку на определённые слова песни приходилось ударение (то есть рывок), со временем сформировались традиции петь шанти определённого ритма. Возникли шанти для поднятия якоря или травления канатов, и т. д.
- Long-haul shanties (также halyard — «поднимать паруса» или long-drag shanties — «длинного рывка»): поются, когда работа длится долгое время, например, по спуску или подъёму парусов. Обычно имеют удвоение припева, подобно Way, hey, Blow the man down!. Когда кто-то забирался на мачту, чтобы освободить паруса, в это время на палубе команда удерживала фал. Во время куплета команда отдыхала, а во время припева начинала тянуть от одного до трёх рывков на припев, в зависимости от веса паруса. (Примеры песен: Hanging Johnny, Blow the Man Down[англ.]).
- Short-drag shanties (также short-haul или sheet — «короткого рывка»): поются, когда работа займет мало времени, но потребует большого приложения силы. Обычно имеют одно сильное ударение в конце каждого припева, вроде Way, haul away, haul away Joe!. (Примеры песен: Boney, Haul on the Bowline).
- Capstan shanties (от названия кабестана): поются при поднятии якоря с использованием кабестана, когда якорная цепь или канат наматываются на барабан кабестана. Обычно эти песни более спокойны, чем другие типы шанти, так как тут не требуется всплесков напряжения, а необходимо только равномерное приложение силы. Они могут иметь длинный припев, в отличие от вариантов «вопрос-ответ» в других типах, ровный чёткий ритм и повествовательный текст, потому что поднятие якоря могло длиться довольно долго. Ударения на слова совпадали с шагами по палубе. (Примеры песен: Santianna[англ.], Paddy Lay Back, Rio Grande, South Australia[англ.], John Brown’s Body).

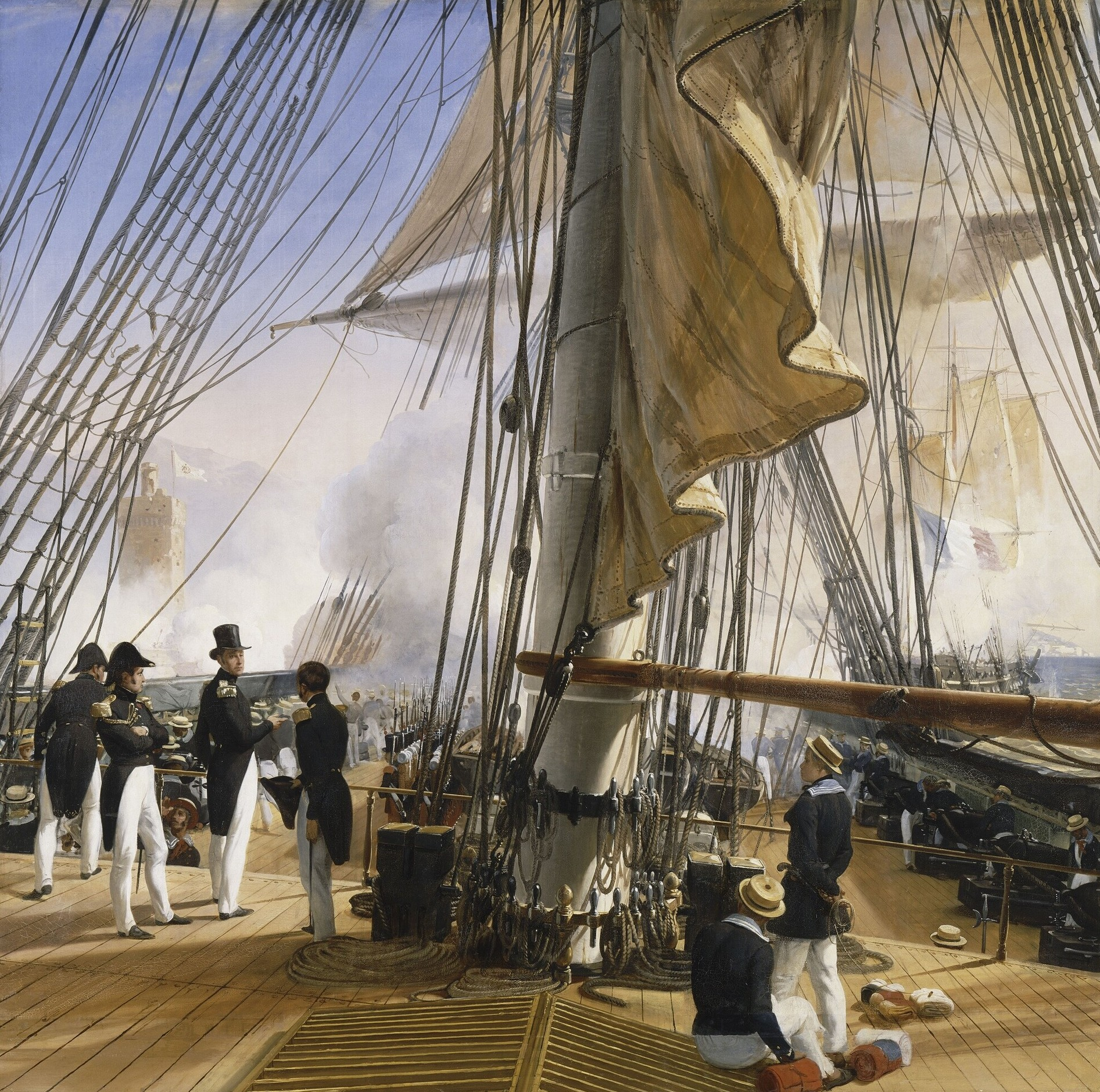
Палуба парусного судна в 1831 году

- Stamp-’n’-Go shanties: использовались только на кораблях с большой командой, где, чтобы протащить линь, использовалось большое количество людей. Матросы тащили канат, маршируя; кроме того, канаты тащились не только по прямой, но и «завязывая» петлю, когда одна группа матросов сворачивает и протаскивает конец каната под его серединой. У таких шанти тоже длинные припевы, подобно «кабестановым». (Примеры песен: Drunken Sailor, Roll the Old Chariot.
- Pumping shanties (от «помпы»): пелись во время откачки помпой воды из подтекающего корабля, а также при использовании брашпиля для подъёма якоря («брашпильные шанти»). Также могли использоваться при работе с кабестаном, кроме того, после изобретения даунтоновской помпы с другим типом движения «кабестановские шанти» стали удобными при работе с помпой. (Примеры песен: Strike The Bell, Shallow Brown, Barnacle Bill the Sailor[англ.], Lowlands).
- Fo’c’s’le (Forecastle) songs, (Fo’castle Shanty, Forebitters — от носа корабля, «церемониальные шанти» или «баковые песни»): песни, которые использовались не при работе, а для развлечения, когда матросы в хорошую погоду собирались на носу, около бака. Церемониальные песни пелись на праздниках, например, при пересечении экватора. (Примеры песен: Spanish Ladies, Rolling Down to Old Maui).
- Menhaden shanties (от menhaden — «сельдь»): рабочие песни, которые использовались на рыболовецких лодках. (Примеры песен: The Johnson Girls, Won’t You Help Me to Raise ’Em Boys).

## Современные исполнители
Входят в репертуар современных фолк-групп, в частности, ирландской The Dubliners, шотландской Silly Wizard, канадско-ирландской The Irish Rovers, французской шанти-группы Marée de paradis и других.